# Karier

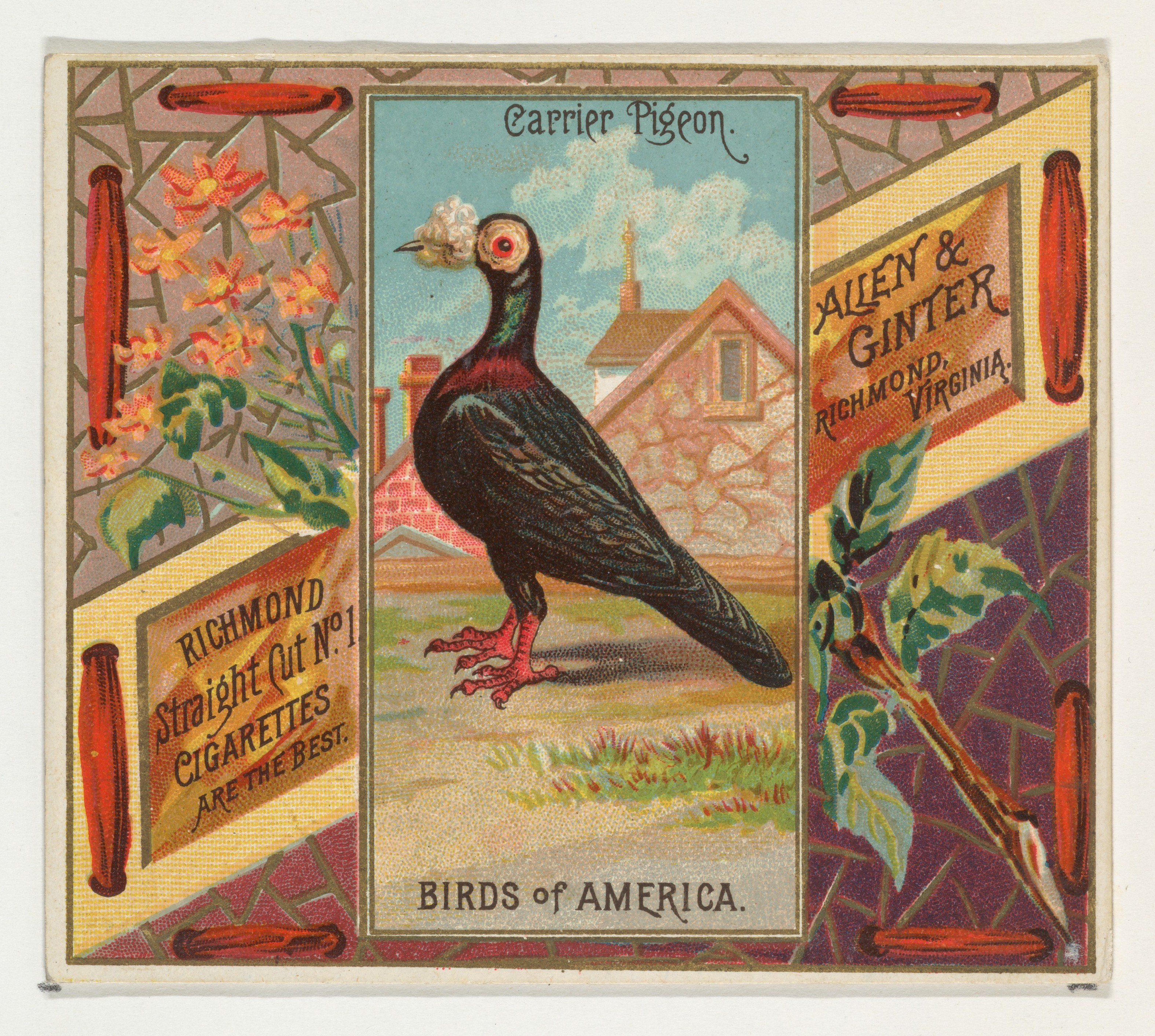
Karier na ilustracji z albumu "Birds of America'

Karier, bagdeta angielska – rasa gołębia należąca do grupy brodawczaków (II). Podobnie jak inne rasy pochodzi od gołębia skalnego (Columba livia). Angielskie słowo carrier oznacza "przewoźnik" co jednoznacznie wskazuje, że rasa ta początkowo miała dobrze rozwiniętą umiejętność powrotu do gniazda. Mają długie, smukłe ciała, z długą szyją, proporcjonalną do reszty ciała i charakterystyczną cechę – dużą, zaokrągloną woskówkę na dziobie (brodawkę, od której zresztą pochodzi nazwa grupy).

## Historia
Rasa ta jest jedną z najstarszych i również najbardziej znanych ras brodawczaków. Przodkami tej szlachetnej rasy były bagdety perskie, hodowane niegdyś na terytorium Persji, Syrii, Arabii oraz Egiptu i powszechnie używane do utrzymywania łączności pocztowej. Gołębie te następnie zostały sprowadzone do Anglii. Następnie poprzez sztuczną selekcję rasa ta wyodrębniła się około 1670 roku. Pierwszy raz rasa ta została opisana w 1735 roku przez Moore'a. W tych latach kariery nazywano bagdetami angielskimi i gołąb o tej nazwie został opisany w 1878 roku przez Baldamusa. Ich wyglądem zainteresował się Karol Darwin, gdyż ich pisklęta i pisklęta ras krótkodziobych mają niemal identyczne dzioby przez kilka dni po wykluciu. Największy z latających ras gołębi, staroangielski karier był pierwotnie używany do wysyłania wiadomości.
W połowie XIX wieku ostateczny wygląd został uznany za osiągnięty, a rasa była chwalona za jej "doskonałość, do której wszystkie punkty najbardziej podziwiane zostały wprowadzone". W tym momencie kolory rasy były ograniczone do czerni, bieli i szaro-brązowawego. Obecnie należą do najbardziej cenionych ras gołębi wystawowych.

## Budowa
Głowa kariera musi być wąska z płasko wyciągniętym ciemieniem, tylna część głowy zaokrąglona, trzymana z dziobem w pozycji poziomej. Długość od końca dzioba do środka oka powinna wynosić 50-55mm. Oczy powinny być czerwone do pomarańczowych, u białych ptaków oraz u srokaczy z białymi głowami muszą być ciemne, przy kolorowych głowach oczy muszą być czerwone. Brew u kariera powinna być okrągła, przy oku w kształcie „karo”, płasko przylegająca, lekko przypudrowana na biało, u starszych gołębi lekko wystająca poza linię głowy. Karier ma zazwyczaj około 44–47 cm wysokości i długie, smukłe ciało. Mają smukłą szyję, która powinna być w proporcji do reszty ptaka. Nogi powinny być solidne, bez frędzli poniżej kolan. Karier ma typowo głębokie czerwone oczy i charakterystyczne brodawki które powinny być duże z zaokrąglonym kształtem i koloru białego proszku na powierzchni. Dziób jest długi i gruby.
Woskówka rozwija się do 4 roku życia gołębia i w pełni rozwinięta przypomina nieco orzecha włoskiego. Ciężar ciała dorosłego ptaka wynosi około 500-600 g.
Dużymi błędami u ptaków jest zła sylwetka czyli gdy ptak stoi nisko, jest krótki, ma płaską postawę, grubą szyję, ma pełne podgardle, krótkie nogi, luźne upierzenie, łzawiące oczy, czerwoną lub luźno zwisającą brew. Wadami są także nienormalne, bardzo grube woskówki, a u starszych ptaków za małe. Zwraca się także uwagę, by ułożenie dzioba było prawidłowe. Ponadto dziób nie powinien być cienki.

## Kolory
Obecnie hoduje się kariery w następujących kolorach: czarne, kawowe, niebieskie grochowe, niebieskie z czarnymi pasami, brązowe, czarno-płowe, żółte, żółte płowe, białe, srokacze. Najpopularniejsze obecnie kolory to czarne i czarne srokacze. Srokacze powinny mieć białe plamy. Czarne kariery nie powinny mieć widocznych pasów na upierzeniu.

## Hodowla
Hodowla karierów nie należy do najłatwiejszych. Przy ich hodowli pamiętać należy, że są to gołębie dość nerwowe oraz płochliwe, a czasami agresywne w stosunku do innych gołębi. Podczas kojarzenia par należy zachować daleko idącą ostrożność, gdyż samiec może podziobać samice w za mało obszernej klatce, dlatego też najlepiej umieścić przegrodę z siatki. Kariery są dobrymi rodzicami i dobrze karmią młode, ale mogą dziurawić jajka.